# مزیلسی (ناحیه پلهریموف)
مزیلسی (به چکی: Mezilesí) یک منطقهٔ مسکونی در جمهوری چک است که در ناحیه پلهریموو واقع شده‌است. مزیلسی ۶٫۹۸ کیلومتر مربع مساحت و ۱۲۵ نفر جمعیت دارد و ۵۹۸ متر بالاتر از سطح دریا واقع شده‌است.